# لورمون
شهر لورمون (به فرانسوی: Lormont) در شهرستان ژیروند در ناحیه ناحیه آکیتن با جمعیت ۲۰٬۹۴۴ نفر در کشور فرانسه واقع شده‌است